# Hiéroglyphe égyptien G2
Les deux vautours appelés percnoptères, en hiéroglyphes égyptiens, sont classifiés dans la section G « Oiseaux » de la liste de Gardiner ; cet hiéroglyphe y est noté G2. 

## Représentation
Il représente deux vautours percnoptères (Neophron percnopterus) accolés formant un monogramme ȝȝ. Il est translittéré ȝȝ.

## Utilisation
C'est un phonogramme bilitère de valeur ȝȝ.